# Acremonium hypholomatis
Acremonium hypholomatis är en svampart som först beskrevs av Karel Bernard Boedijn, och fick sitt nu gällande namn av David Leslie Hawksworth 1972. Acremonium hypholomatis ingår i släktet Acremonium, ordningen köttkärnsvampar, klassen Sordariomycetes, divisionen sporsäcksvampar och riket svampar.   Inga underarter finns listade i Catalogue of Life.